# Chlorotettix languidus
Chlorotettix languidus är en insektsart som beskrevs av Rauno E. Linnavuori 1959. Chlorotettix languidus ingår i släktet Chlorotettix och familjen dvärgstritar. Inga underarter finns listade i Catalogue of Life.